# Adelina Lopes Vieira
Adelina Lopes Vieira, née le 20 septembre 1850 à Lisbonne et morte le 2 février 1923 à Rio de Janeiro, est une écrivaine, poétesse, nouvelliste, dramaturge et éducatrice. Originaire du Portugal, elle vit et travaille essentiellement au Brésil. En plus de ses propres publications, elle collabore à de nombreux périodiques portugais et brésiliens. 

## Biographie

### Vie personnelle
Adelina Amélia Lopes Vieira est née à Lisbonne le 20 septembre 1850. Son père est le médecin, comédien et polygraphe Valentim José da Silveira Lopes, vicomte de São Valentim, originaire du Brésil et sa sœur est l'écrivaine Júlia Lopes de Almeida. 
Elle est âgée de six ans quand sa famille part vivre au Brésil, à São Paulo. Elle reste portugaise mais passe dès lors la majeure partie de sa vie au Brésil, avec plusieurs séjours au Portugal.
Adelina Vieira fréquente l'internat du Collège des Sœurs de la Charité de Botafogo.
Elle épouse António Arnaldo Vieira da Costa, employé dans un domaine agricole puis, à partir de 1883, trésorier de la Caixa da Amortização. Son mari décède le 5 juillet 1904[réf. souhaitée].

### Carrière

#### Enseignement
Adelina Lopes Vieira est diplômée de l'Escola Normal de Rio de Janeiro, vers 1870,,. 
L'année suivante elle commence à enseigner dans une école primaire. 
À partir de 1907, elle fait partie d'un groupe d'enseignants qui réfléchissent à l'organisation de l'enseignement et présentent un projet de création du premier jardin d'enfants dans la capitale de Rio de Janeiro.

#### Littérature
Au cours des années 1870, les textes d'Adelina Lopes Vieira commencent à circuler dans le Gazeta de Campinas, dont le rédacteur est un ami de son père, et dans d'autres périodiques importants tels que Jornal do Commercio, Correio Paulistano, Almanach de Memonças Luso-Brasileiro, entre autres. Son talent est reconnu : « La manifestation du talent littéraire des femmes dans notre pays est si rare, que quand une poète du calibre de l'excellent madame Adelina Lopes apparaît dans l'arène publique, cela provoque  une véritable et agréable surprise (Correio Paulistano, 21 septembre 1875) ».
Après la publication de son poème O primeiro beijo (Le premier baiser) en 1876 dans le Jornal do Commercio; le poète et ministre Tomás Ribeiro (pt) écrit un poème en son honneur.
En 1886, elle rassemble une soixantaine d'histoires dans un volume en prose et en vers, qu'elle publie sous le titre Contos Infantis en partenariat avec sa sœur Júlia Lopes de Almeida. L'ouvrage rencontre un grand succès, il fait l'objet de plusieurs éditions, diffusées dans les écoles[réf. souhaitée].
Adelina Lopes Vieira collabore à la revue Brasil–Portugal (pt) de 1899 à 1914 et aux journaux Echo das Damas (1879-1889) et A Família (1888-1894). En 1899, elle collabore avec A Mensageira (pt) « revue littéraire dédiée aux femmes brésiliennes », dirigée par Presciliana Duarte de Almeida (pt) .
Les textes d'Adelina Lopes Vieira sont souvent liés à des enjeux importants pour les femmes de son temps, comme l'éducation des filles, le mariage et l'émancipation. Elle aborde également des questions politiques, chose alors inhabituelle pour une femme. Elle jouit d'une grande notoriété de son vivant mais est un peu tombée dans l'oubli par la suite.

#### Engagement social
Adelina Vieira participe à la fondation de l'Instituto de Assistência a Infância do Rio de Janeirou et cofonde en 1906 l'Associação de Damas da Assistência a Infância qui s'occupe d'enfants vivant dans des conditions économiques défavorables.
Elle est membre du conseil d'administration de l'Associação do Patronato de Minores, (Patronage des mineurs abandonnés de Rio de Janeiro) depuis sa fondation en 1908 au sein duquel elle participe notamment au financement de la première garderie destinée aux enfants de mères pauvres et ouvrières et d'une  polyclinique pour enfants. Ces institutions doivent faciliter l'accès des femmes au travail et à l'autonomie,.
Le 16 novembre 1920, elle devient membre du Congrès brésilien pour la protection de l'enfance[réf. souhaitée].

### Fin de vie
Adelina  Lopes Vieira meurt le 2 février 1923 dans le quartier de Botafogo. Elle est enterrée au Cimétière de São João Batista (pt) .« Poète de race, à l'essence sentimentale et affective, Adelina Lopes Vieira a mis tout son cœur dans les vers qu'elle a composés et en a tiré un lyrisme charmant pour la vie. C'était une rêveuse pour qui les dures et crues réalités du monde n'existaient pas. Elle avait son
monde, un monde idéal. (« Adelina Lopes Vieira ». Revista da Semana 10 février 1923, p. 25). »

## Œuvres (sélection)

### Poésie
- (pt) Margaritas, Lisbonne, Typ. da Academia Real das Sciencias, 1878, 214 p.
- (pt) Pombal (Poema em 4 cantos), Typ. e Lith. Molarinho & Mont'Alverne, 1880, 34 p.
- (pt) Anoitece (Opus 34, n.2), Sampaio Araujo & Cia, 1904, 10 p.

### Contes
- (pt) Contos Infantis, avec Júlia Lopes de Almeida, Lisbonne, Typ. da Academia Real das Sciencias, 1886, 167 p.
- (pt) Destinos, Laemmert & Cª, RJ., 1900, 303 p.

### Théâtre
- (pt) « O Primeiro Pecado de Margarida , V.5, p.245-250. », Revista Brazileira,‎ 1880, p. 245-250.
- (pt) « A Terrina », Almanaque do Teatro,‎ 1906.
- (pt) As Duas Dores, 1907.
- (pt) A Virgem de Murillo, 1907.
- (pt) Expiação, 1910.